# Hippotion brunnea
Hippotion brunnea là một loài bướm đêm thuộc họ Sphingidae, chi Hippotion.